# Редвуд (округ)
Ре́дву̀д (англ. Redwood County) — округ в штате Миннесота, США. Административный центр и крупнейший город — Редвуд-Фолс. По переписи 2000 года в округе проживают 16 815 человек. Площадь — 2282 км², из которых 2278,1 км² — суша, а 3,88 км² — вода. Плотность населения составляет 7 чел./км².

## История
Округ был основан в 1862 году.